# Eleições legislativas de Israel em 2021
As eleições legislativas de 2021 em Israel foram realizadas em 23 de março daquele ano para eleger os 120 membros da Knesset, o que resultou na formação do Trigésimo Sexto Governo Israelense  sob Naftali Bennett e Yair Lapid.
Foi a quarta eleição no país em um período de dois anos. Após meses de negociações, formou-se uma ampla coligação governativa liderada Naftali Bennett, líder do partido de direita Yamina, que incluía os liberais do Yesh Atid, os centristas do Azul e Branco, os conservadores da Nova Esperança, o Partido Trabalhista, os ecologistas do Meretz e, fruto de um acordo histórico, a Lista Árabe Unida.

## Contexto Política
Após 3 eleições consecutivas entre abril de 2019 e março de 2020 e várias tentativas falhadas na formação de uma maioria governativa, o eclodir Pandemia de COVID-19 em Israel permitiu que fosse encontrado um novo governo israelita, sendo este um governo de unidade nacional que incluía os dois maiores rivais políticos das eleições de 2019 e 2020: Likud de Benjamin Netanyahu e Azul e Branco de Benny Gantz; além destes partidos, também o Partido Trabalhista e os partidos religiosos do Shas e Judaísmo Unido da Torá participavam no governo. O acordo de coligação governativa previa a rotação entre Netanyahu e Gantz no cargo de Primeiro-Ministro e eleições para 2023.
A lei israelita previa que se o Orçamento de Estado de 2021 não fosse aprovado, o Knesset seria dissolvido e novas eleições seria convocadas. Tal viria a acontecer, com o Orçamento a não ser aprovado e a aprovar uma moção preliminar para a dissolução do Governo e, visto que o prazo não foi cumprido para a aprovação do Orçamento, o Knesset foi dissolvido e novas eleições foram convocadas para 23 de março de 2021, 90 dias após a dissolução do parlamento.

## Partidos Concorrentes
Um total de 39 partidos irão concorrer às eleições, sendo os partidos apresentados em baixo os mais importantes:
| Partido | Partido                                                             | Líder              | Ideologia                                              | Espectro                |
| ------- | ------------------------------------------------------------------- | ------------------ | ------------------------------------------------------ | ----------------------- |
|         | Likud - Gesher                                                      | Benjamin Netanyahu | Liberalismo nacional Conservadorismo                   | Centro-direita/Direita  |
|         | Yesh Atid                                                           | Yair Lapid         | Liberalismo social Secularismo                         | Centro                  |
|         | Azul e Branco - Partido da Resiliência                              | Benny Gantz        | Liberalismo Sionismo                                   | Centro                  |
|         | Lista Conjunta - Hadash - Balad - Ta'al - Partido Democrático Árabe | Ayman Odeh         | Socialismo Secularismo Interesses da minoria árabe     | Pega-tudo/Esquerda      |
|         | Shas                                                                | Aryeh Deri         | Conservadorismo religioso Conservadorismo social       | Direita/Extrema-direita |
|         | Judaísmo Unido da Torá - Agudat Israel - Degel HaTorah              | Moshe Gafni        | Conservadorismo religioso Interesses dos Judeus Haredi | Extrema-direita         |
|         | Yisrael Beitenu                                                     | Avigdor Lieberman  | Nacionalismo Secularismo                               | Centro-direita/Direita  |
|         | Meretz                                                              | Nitzan Horowitz    | Ecologismo Social-democracia                           | Centro-esquerda         |
|         | Lista Árabe Unida                                                   | Mansour Abbas      | Interesses da minoria árabe Islamismo                  | Pega-tudo               |
|         | Partido Trabalhista                                                 | Merav Michaeli     | Social-democracia Sionismo trabalhista                 | Centro-esquerda         |
|         | Yamina - Nova Direita                                               | Naftali Bennett    | Sionismo Conservadorismo nacional                      | Direita                 |
|         | Nova Esperança                                                      | Gideon Sa'ar       | Liberalismo nacional Liberalismo económico             | Centro-direita/Direita  |
|         | Partido Religioso Sionista - Otzma Yehudit - Noam                   | Bezalel Smotrich   | Sionismo religioso Ultranacionalismo                   | Extrema-direita         |
|         | Novo Partido Económico                                              | Yaron Zelekha      | Populismo Anti-Corrupção                               | Centro                  |

## Resultados Oficiais
| Partido                     | Partido                     | Votos     | %               | +/-    | Deputados | +/-     |
| --------------------------- | --------------------------- | --------- | --------------- | ------ | --------- | ------- |
|                             | Likud                       | 1 066 892 | 24,19 / 100,00  | 5,27   | 30 / 120  | 6       |
|                             | Yesh Atid                   | 614 112   | 13,93 / 100,00  | -      | 17 / 120  | 4       |
|                             | Shas                        | 316 008   | 7,17 / 100,00   | 0,52   | 9 / 120   | Estável |
|                             | Azul e Branco               | 292 257   | 6,61 / 100,00   | 19,96  | 8 / 120   | 12      |
|                             | Yamina                      | 273 836   | 6,21 / 100,00   | 0,97   | 7 / 120   | 1       |
|                             | Partido Trabalhista         | 268 767   | 6,09 / 100,00   | -      | 7 / 120   | 4       |
|                             | Judaísmo Unido da Torá      | 248 391   | 5,63 / 100,00   | 0,35   | 7 / 120   | Estável |
|                             | Yisrael Beitenu             | 248 370   | 5,63 / 100,00   | 0,11   | 7 / 120   | Estável |
|                             | Partido Religioso Sionista  | 225 641   | 5,12 / 100,00   | Novo   | 6 / 120   | Novo    |
|                             | Lista Conjunta              | 212 583   | 4,82 / 100,00   | 7,85   | 6 / 120   | 5       |
|                             | Nova Esperança              | 209 161   | 4,74 / 100,00   | Novo   | 6 / 120   | Novo    |
|                             | Meretz                      | 202 218   | 4,59 / 100,00   | -      | 6 / 120   | 3       |
|                             | Lista Árabe Unida           | 167 064   | 3,79 / 100,00   | -      | 4 / 120   | Estável |
| Barreira Eleitoral de 3,25% |                             |           |                 |        |           |         |
|                             | Outros (com menos de 1,00&) | 64 752    | 1,51 / 100,00   |        | 0 / 120   |         |
| Votos Inválidos             | Votos Inválidos             | 26 313    | 0,59 / 100,00   | 0,05   |           |         |
| Total                       | Total                       | 4 436 365 | 100,00 / 100,00 |        | 120 / 120 |         |
| Eleitorado/Participação     | Eleitorado/Participação     | 6 578 084 | 67,44 / 100,00  | 4,07   |           |         |
| Fonte                       | Fonte                       | [ 15 ]    | [ 15 ]          | [ 15 ] | [ 15 ]    | [ 15 ]  |